# ルノー・12
ルノー・12（Renault 12/R12）は、フランスのルノーが製造・販売していた自動車である。

## 概要
開発は1965年から、1962年以来作られていたリアエンジン車R8と、この年デビューしたばかりの5ドアハッチバックの中型車R16の間のギャップを埋める中間車種として「プロジェクト117」の名前で開始された。あまり高度な機構は用いずに、経済的で、居住性・トランクスペースが広く、発展途上国でライセンス生産できるほど生産効率が高く、フランス人が満足するだけの良い乗り心地を持ち、派生車種の開発が可能な車、というのが与えられた命題であった。
完成したR12はR16と同じくフロントエンジンの前輪駆動車で16のパーツを少なからず流用していたが、R16とも、ルノーのベーシックモデルである R4とも機構的には大きく異なっていた。すなわち、R4・R16のエンジンは前輪より後ろに縦置きされていたが、R12のエンジンは同じ縦置きながら前輪より前に置かれ、フロントオーバーハングが長い別物のプロポーションとなっていた。この結果トランスミッションからシフトレバーまでのレイアウトに余裕が出来たため、R4のダッシュ式・R16のコラム式とは異なり、R12には通常のフロアシフトが与えられた。また、R12のサスペンションは四輪独立懸架のR4・R16とは違ってリアは固定軸であった。外観上も通常のトランクを持つ3ボックスセダンで、ハッチバック車が大半を占めるルノー製品の中では逆に異色の存在であった。鋳鉄製シリンダーブロックを持つ水冷直列4気筒OHVエンジンはルノー・8やルノー・10と共通の設計であったが、排気量が1,289 ccに拡大されていた。
あまり冴えない外観（基本デザインは矢のイメージを持ったもので、これはクーペ版姉妹車ともいえるR15とR17により強く反映されている）に似合わず、良好な居住性や乗り心地の良さ、充分なパワーでヨーロッパの自動車ジャーナリズムにも好評で迎えられた。これに慌てたライバルのプジョーは、1,100 ccクラスの3ボックス乗用車・204をベースに、急遽1,300 ccクラスの上級版である304を投入したほどであった。

### バリエーションとモデルの変遷
1969年10月、パリサロンで発表された当初のR12は4ドアセダンのみ、エンジンは1,289 cc54馬力一本で、「L」と「TL」の2グレード構成であった。翌1970年になって5ドアワゴンと、「R12ゴルディーニ」が追加された。
R12ゴルディーニは、R8にも設定されていた、名チューナー・ゴルディーニが高度にチューンしたエンジンを搭載するスポーツタイプで、R16TS用のSOHCアルミ製エンジンにウェバー製ツインキャブを装着、125馬力に強化していた。四輪ディスクブレーキ・5速ギアボックスも与えられ、最高速は185 km/hに達した。多くの場合「ゴルディーニ・ブルー」と呼ばれるフレンチブルーに塗られ（他の色もあった）、白のストライプが貼られていた。しかし、ラリーとレースでミニ・クーパー1275Sと激しいバトルを展開したR8ゴルディーニと比較すると前輪駆動になったこともあり、動力性能・操縦性とも切れ味が鈍かったため、R8ゴルディーニほどの人気車種にはならず、モータースポーツでもさして活躍しなかった。
1972年10月には1,289 ccエンジンながらより高出力の「12TS」が追加され、最高速度はL/TLの140 km/hから150 km/hに引き上げられた。外観上もゴルディーニと同じデザインのホイール、サイドストライプ、2つの補助ランプが装備された。1973年10月には3速AT付きの「12TR」が追加された。
1975年にはマイナーチェンジを受け、フロントとテールのデザイン、ダッシュボードが一新された。また、ゴルディーニはこの際ラインナップから落とされた。その後は1978年にやや大きいサイズの後継車18が登場した後までほとんど変更無く継続生産され、1980年にフランスでの生産を終了した。

## フランス国外での生産
R12がルノーとしては保守的な設計であったのは海外での現地生産に対応するためであったが、その期待に応え、R12は多くの国で生産されることになった。それどころかブラジルでは発売前からそのシャシーは別メーカーの製品のベースとなったほどである。

### ルーマニア
ルーマニアの国営自動車メーカー・ダチアは早くも1969年にR12の製造権を取得しダチア・1300の生産を開始した。1300は1979年まで生産され、同じくR12ベースの「1310」にマイナーチェンジされ、セダンとワゴンは経済が自由化された後の2004年まで、ガンマと名付けられたピックアップトラックはさらに2005年7月まで生産が続行された。ヨーロッパ各国で低価格車として売れているダチア・ロガンは、ルーマニア製R12の後継車と見ることもできる。

### トルコ
トルコではオヤック・ルノーが1970年代はじめから1990年代末までR12を生産した。当初は本国製R12とほぼ同じ車であったが、1980年代以降はマイナーチェンジを受け「トロス」（Toros ）という名前で販売された。

### オーストラリア
オーストラリア、ビクトリア州ハイデルバーグ近郊の工場でノックダウン生産が行われた。 オーストラリア製R12は好評で迎えられ、自動車雑誌「Wheels」の1970年度「Car of the Year」を受賞した。シートなど部品の多くが現地製となっていたが、1970年代半ばまでは基本的には英国仕様と同じ内容であった。1976年にエンジンが1,397ccに拡大されて「ルノー・12 1.4」となり、1978年には丸型2灯式ヘッドライトに改められて「ルノー・ヴィラージュ」（Renault Virage ）と改名されて1980年まで生産された。

### ブラジル
1960年代半ばフォードは現地進出のため、旧ウィリス・オーバーランド工場を取得したが、ブラジル市場に適した製品を急遽開発する必要に迫られた。フォードはルノーに共同開発を持ち掛け、R12より一足早く1968年に、R12と同じシャシーを持つ小型乗用車・コルセルを誕生させた。コルセルは1980年代まで、モデルチェンジを受けつつ「フォード・デル・レイ」と名を変えて生産された。

### その他の南アメリカ諸国
コロンビアではルノー・SOFASAで1973年から1981年まで生産されたが、特にアルゼンチンでもルノー現地法人（IKAルノー）によって,1971年から1994年まで、約45万台という多数が長期にわたって生産された。アルゼンチン版ではエンジンが1977年から1,400cc、1992年には1,600ccとなり、ギアボックスも1992年から5速となるなど、地道な改良が続けられた。また、同国ではR12は古いランブラー・アメリカンベースのルノー・トリノを除くと同社のトップモデルであったので、R12の位置付けは本国よりも高く、大半がTS仕様で生産された。また、「R12・アルピーヌ」の名で、R5 アルピーヌの110馬力エンジンを搭載し、最高速度175km/hを発揮するホットモデルも1977年から1980年まで493台生産された。

## 輸出市場でのR12
アメリカ市場には1,647 cc65馬力エンジンを搭載した「12」「12L」「12TL」が輸出された。、他の北米向けヨーロッパ車の多くよりも車体が大きかった割に当初の価格は2,975 - 3,448ドルと比較的安く設定されていた。最後の1975年モデルではシリンダーヘッドが改善されて72馬力に強化された。しかし、1974年型をテストした ロード&トラック誌はエンジン騒音の高さ、ステアリングの重さ、不十分な室内換気などに辛い評価を下しており、商業的にも成功しなかった。1950年代にドーフィンがVWビートルに次ぐ対米輸出第二位の座を占めていたルノーの北米での販売は行き詰っており、次の世代となるR5についてはAMCとの業務提携による販売網利用という手段が取られることとなった。
日本市場には当時の輸入総代理店・三井物産輸送機械部ルノーチームの手で1972年（昭和47年）から12TLが輸入され、日英自動車などの特約販売店を通じて販売されたが、熱心なマニアが多いフランス車需要層に取ってR12はオーソドックス過ぎ、同時期に販売開始されたシトロエン・GSとは対照的に販売は伸びず、安全・排出ガス規制が厳格化してきたこともあって、三井物産は1973年にルノーの輸入から撤退した。輸入台数は従ってごく僅かであった。

## 画像

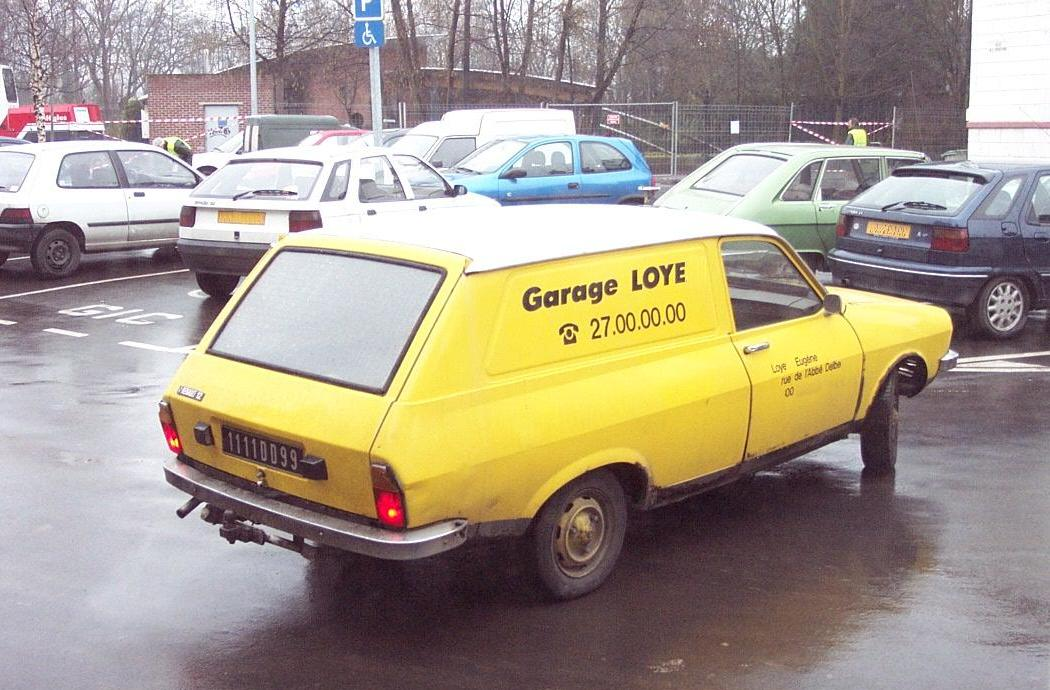
パネルバン
ダチア・1310（ルーマニア）
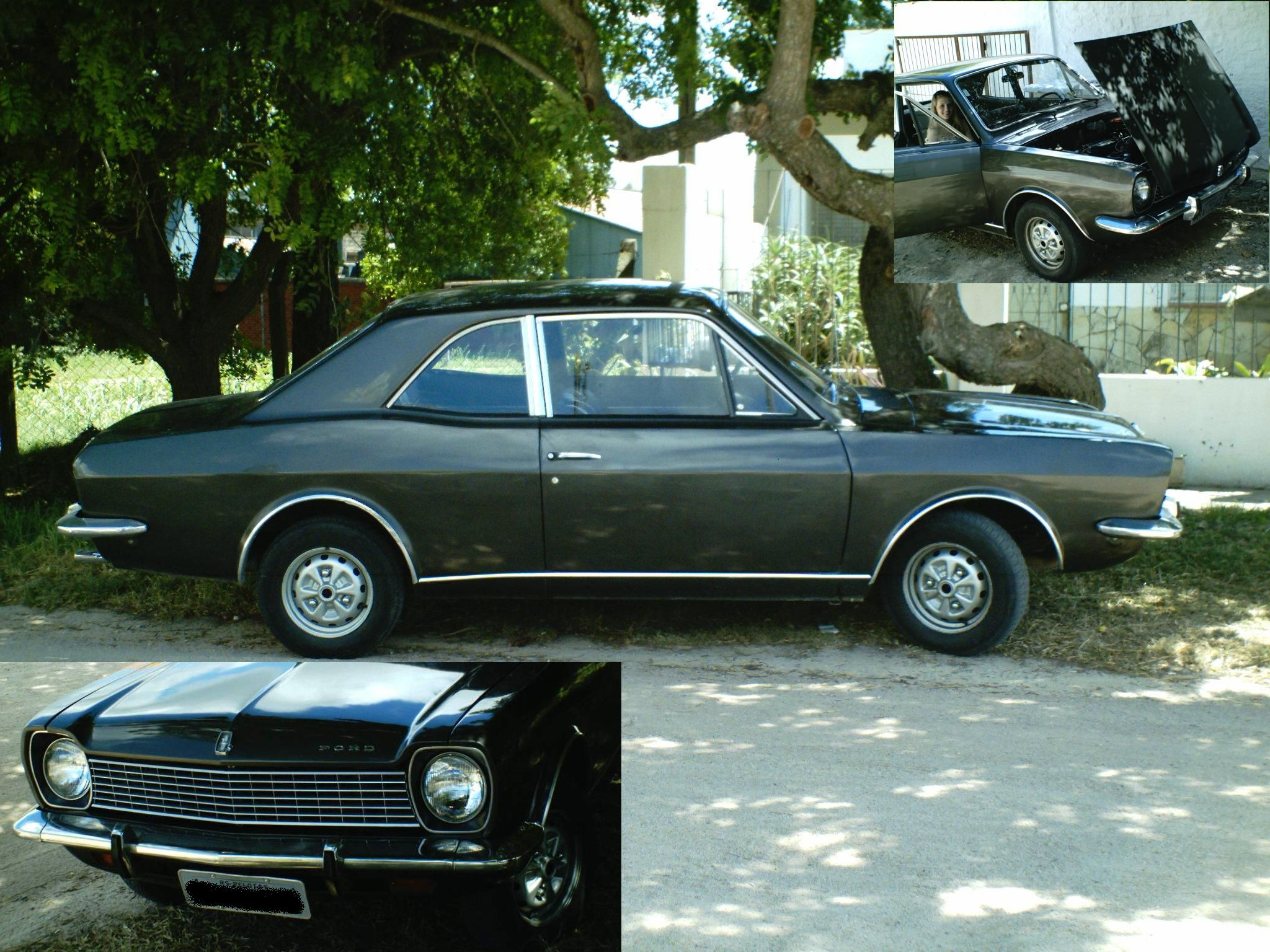
フォード・コルセル（ブラジル）
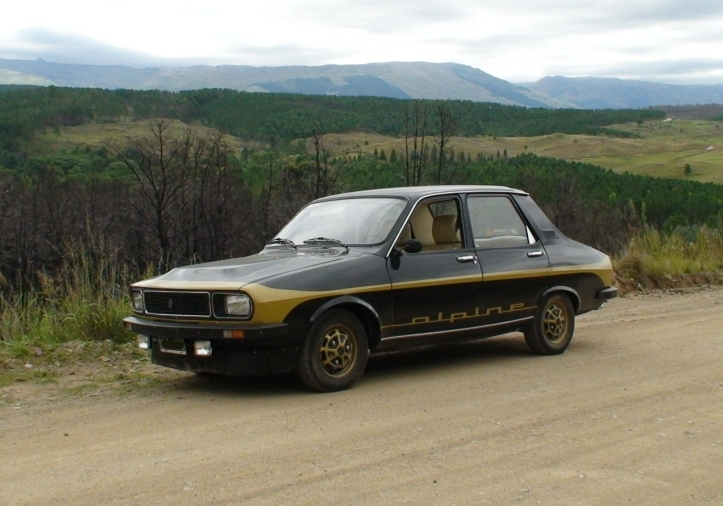
R12アルピーヌ（アルゼンチン）

## 車名
フランス語では「12」を「ドゥーズ」（仏: douze）と読む。